# Мишитц, Самуэль
Самуэль Мишитц (нем. Samuel Mischitz; род. 14 августа 2003, Брегенц) — австрийский футболист, защитник клуба «Райндорф Альтах».

## Клубная карьера
Мишитц — воспитанник клубов «Лохау» и «Ворарберг». В 2021 году Самуэль перешёл в «Райндорф Альтах». 21 августа 2021 года в матче против «Тироля» он дебютировал в австрийской Бундеслиге.

## Международная карьера
В 2022 году Мишитц в составе юношеской сборной Австрии принял участие в юношеском чемпионате Европы в Словакии. На турнире он сыграл в матчах против команд Англии и Сербии.